# Gedenkstätte „Menora“

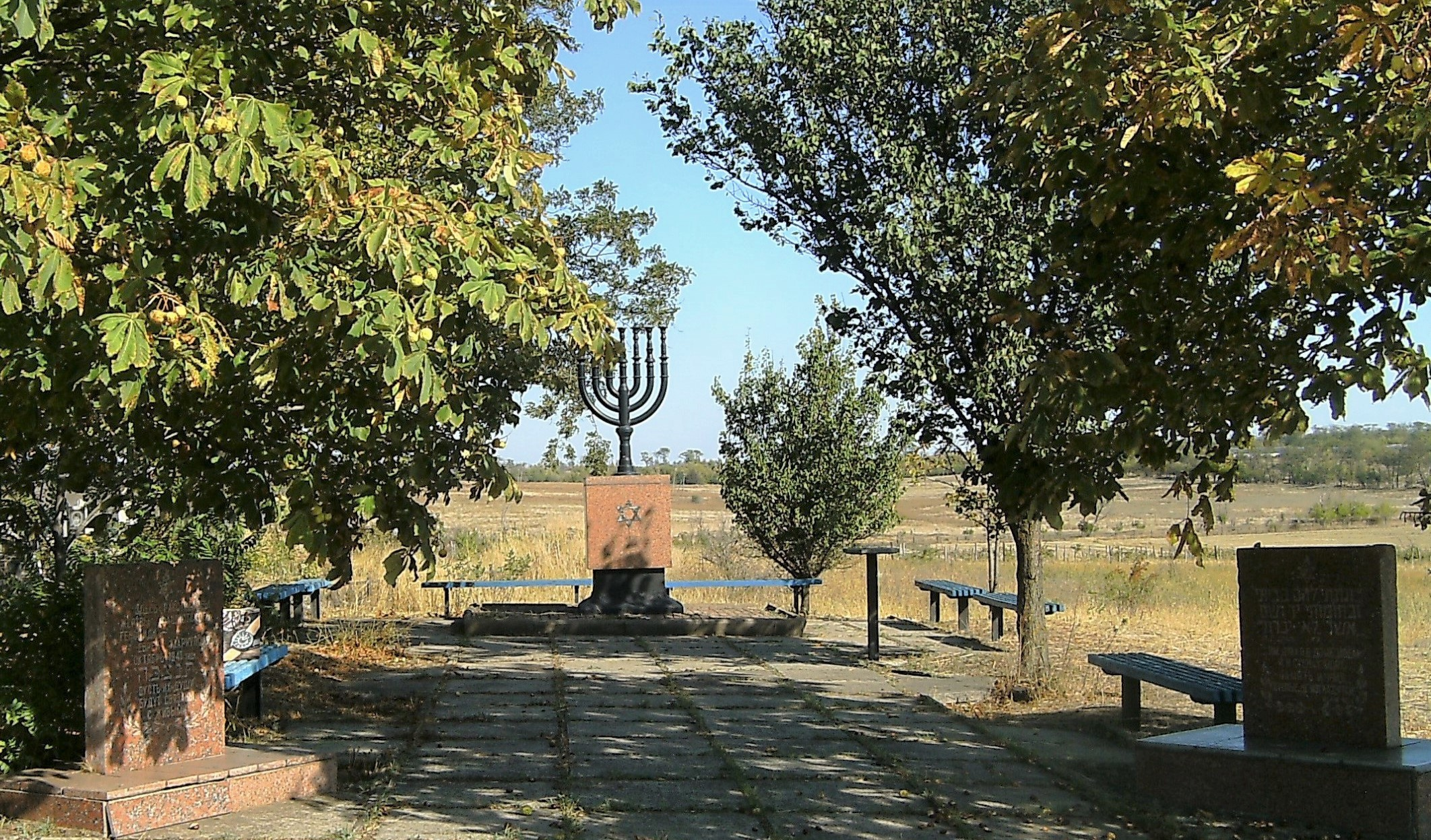
Hauptweg der Anlage

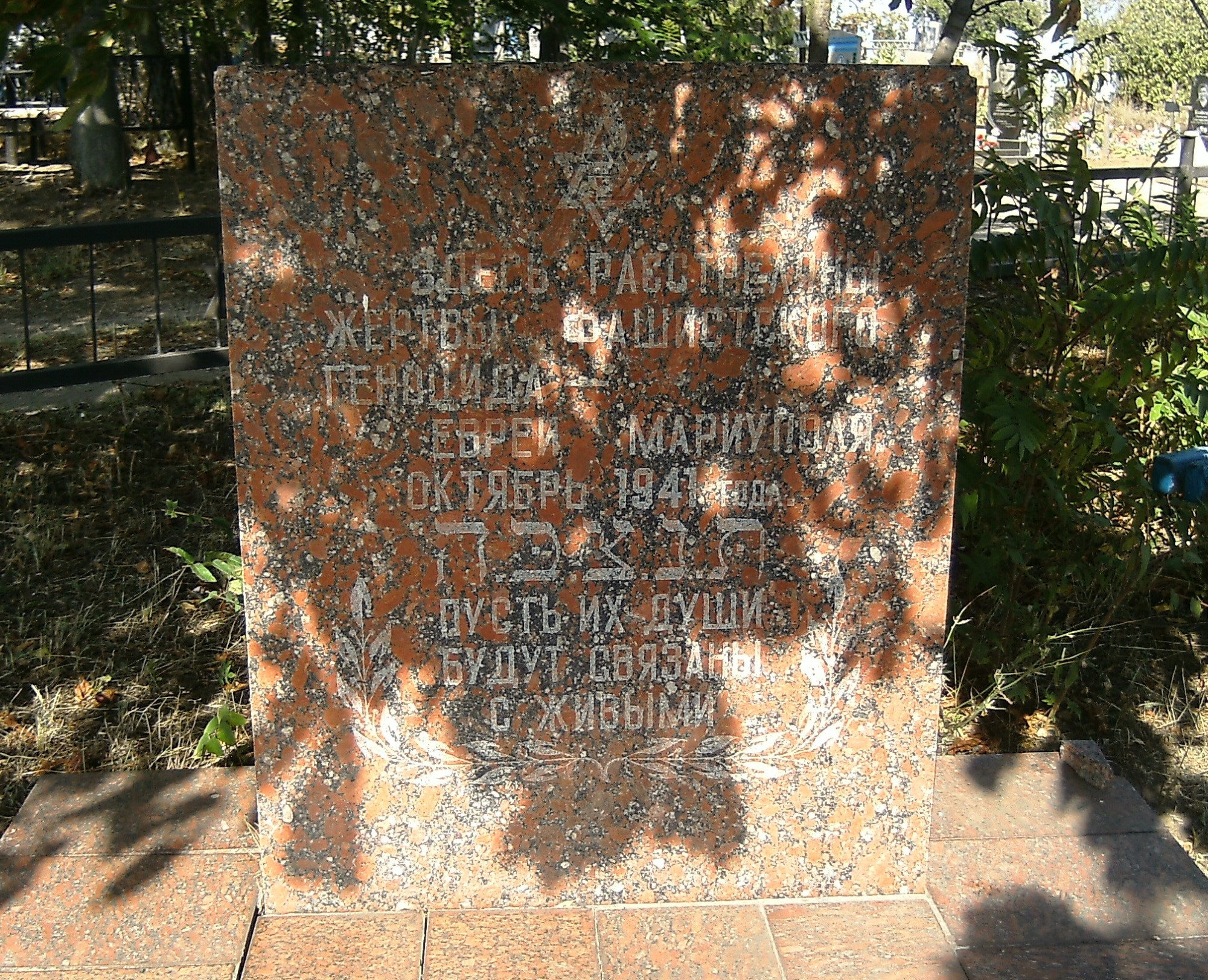
Stele für die jüdischen Opfer

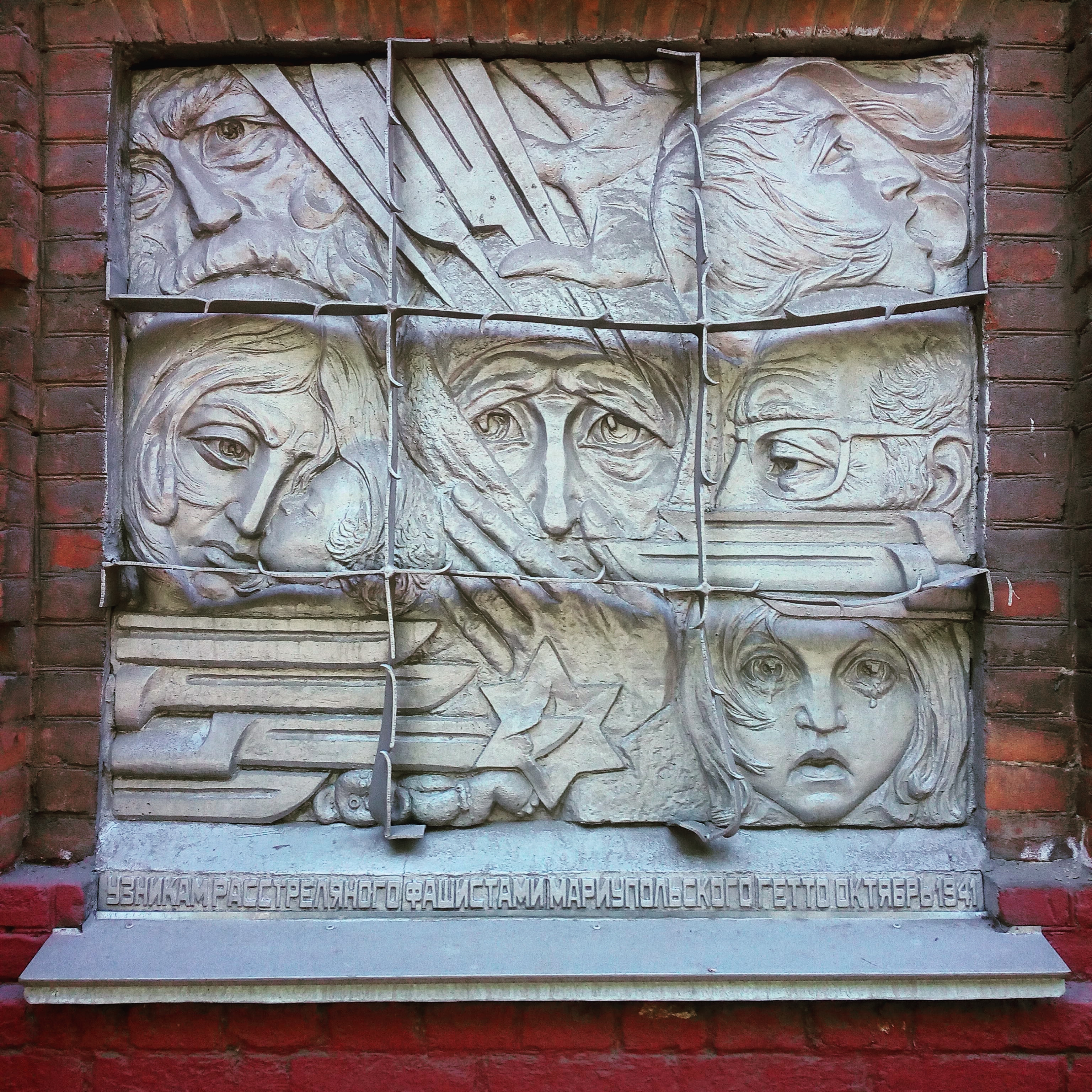
Gedenktafel am Ort des Ghettos von Mariupol

Die Gedenkstätte Menora für die ermordeten Juden von Mariupol, auch Menorah Memorial genannt, ist ein Denkmal auf dem Berdiansk-Friedhof im Rajon Manhusch im Osten der Stadt Mariupol in der Ukraine, das die Erinnerung an die jüdischen Opfer aus Mariupol wachhält, die während der Schoah von deutschen Einheiten ermordet wurden.

## Geschichte
Während des Zweiten Weltkriegs wurde Mariupol vom 8. Oktober 1941 bis zum 10. September 1943 von deutschen Truppen besetzt. Die Vernichtung der Juden in Mariupol wurde vom Sonderkommando 10A durchgeführt, das Teil der Einsatzgruppe D war. Der Anführer war Obersturmbannführer Heinz Seetzen. Die deutschen Truppen erschossen vom 20. Oktober 1941 bis zum 21. Oktober 1941 in Berdiansk etwa 10.000 Mariupoler Juden.

## Beschreibung
Die Gedenkstätte befindet sich an dem Ort der Erschießungen. Bis 1939 lebten in Mariupol 10.444 Juden. In der Mitte der Gedenkstätte befindet sich eine Menora. Auf dem Sockel ist ein Davidstern angebracht. Auf beiden Seiten des Denkmals befinden sich Gedenkstelen mit Inschriften: „Opfer des faschistischen Völkermords – hier wurden die Juden Mariupols erschossen. Oktober 1941. Mögen ihre Seelen mit den Lebenden verbunden sein“ (russisch „Здесь расстреляны жертвы фашистского геноцида - евреи Мариуполя. Октябрь 1941 года. Пусть их души будут связаны с живыми“) und ein Zitat aus Jesaja 56,5: „Denen will ich in meinem Hause und in meinen Mauern ein Denkmal und einen Namen geben“.